# 福島県無線漁業協同組合
福島県漁業無線局(ふくしまけんぎょぎょうむせんきょく)は、福島県無線漁業協同組合が福島県と宮城県が免許人として設置する無線局（海岸局）である。

## 概略
福島県漁業無線局は、福島県無線漁業協同組合が福島県と宮城県協同で管理し、365日24時間体制で運用する漁業用海岸局である。

## 沿革
- 1924年（大正13年）7月 - 水産試験場内に小名浜漁業無線局が開局。
- 1950年（昭和25年）12月 - 漁業無線局免許二重免許（福島県と福島県無線漁業協同組合連合会）となり、共同経営となる。
- 1951年（昭和26年）3月 - 漁業無線局新築移転。
- 1973年（昭和48年）- 江名漁業無線局と合併。
- 1973年（昭和48年）2月 - 漁業無線局新庁舎竣工移転。
- 2013年（平成25年）4月 - 宮城県漁業無線公社と統合し、福島県無線漁業協同組合、福島県、宮城県の三重免許になる。
- 2016年（平成28年）11月21日 - おなはまポートラジオが開局。

## 免許人情報
- 呼出符号：JFW
- 呼出名称：いわきぎょぎょう
- 空中線電力：1kW
- 福島県無線漁業協同組合
- 福島県
- 宮城県

## 通信内容
- 指導通信
  - 漁船に関する指導、周知に関する通信
- 漁業通信
  - 漁船の動行、安全操業、補給等に関する通信
- 公衆通信
  - 漁船乗務員とその留守家族間のNTTを介して取り扱われる通信
- 重要通信
  - 漁船の緊急事態発生時に取り扱われる通信

## おなはまポートラジオ
当組合と福島県小名浜港湾建設事務所が、2016年(平成28年)11月21日より、おなはまポートラジオの業務も開始した。運営時間は9:00〜17:45と17:00〜9:00の2交代24時間体制。

### 業務内容
- 港湾に関する情報の集約
- 船舶と国際VHF無線で連絡を取り、安全な入出港ができるように港内の情報提供
- 船舶の動静を把握し、その情報を必要とする関係者への情報提供

※パイロット、タグボート、バース情報は提供していない

### 周知放送
定時及び随時に日本語、英語にて全船舶向けに放送
- 9:00発表：東京海上気象（関東海域北部3:00観測、7:00発表）、予報福島（5:00観測）、航行警報、港湾工事情報、航路の航行制限、海難情報
- 13:00発表：航行警報、港湾工事情報、航路の航行制限、海難情報
- 19:30発表：東京海上気象（関東海域北部15:00観測、19:00発表）、予報福島（17:00観測）、航行警報、港湾工事情報、航路の航行制限、海難情報
- その他随時発表：海上保安部から船舶航行安全に関わる緊急連絡、気象庁から台風、地震、津波情報、気象警報、注意報等

### 個別情報
船舶からの問い合わせに対して提供
- 通行船舶の現況
- 気象・海象の情報
- 操業漁船の状況
- 錨泊船舶の状況
- 内航、外航船の入出港情報
- 港湾工事、作業等の情報
- 緊急時関係者からのメッセージ伝達
- その他